# L-askorbatna oksidaza
L-askorbatna oksidaza (EC 1.10.3.3) je enzim koji katalizuje sledeću hemijsku reakciju
Dva supstrata ovog enzima su L-askorbat i O2, dok su produkti dehidroaskorbat i .
Ovaj enzim pripada familiji oksidoreduktaza, specifično onih koje deluju na difenole i srodne supstance kao donore sa kiseonikom kao akceptorom. Sistematsko ime ove enzimske klase je L-askorbat:kiseonik oksidoreduktaza. Druga imena u čestoj upotrebi su: askorbaza, oksidaza askorbinske kiseline, askorbatna oksidaza, askorbinska oksidaza, askorbatna dehidrogenaza, oksidaza L-askorbinske kiseline, AAO, L-askorbat:O2 oksidoreduktaza, i AA oksidaza. Ovaj enzim učestvuje u metabolizmu askorbata. On koristi bakar kao kofaktor.

## Strukturne studije
Struktura ove klase enzima je rešena 2007, i dostupna je pod PDB kodovima 1AOZ, 1ASO, 1ASP, i 1ASQ.

## Literatura
- Nicholas C. Price; Lewis Stevens (1999). Fundamentals of Enzymology: The Cell and Molecular Biology of Catalytic Proteins (Third изд.). USA: Oxford University Press. ISBN 019850229X.
- Eric J. Toone (2006). Advances in Enzymology and Related Areas of Molecular Biology, Protein Evolution (Volume 75 изд.). Wiley-Interscience. ISBN 0471205036.
- Branden C; Tooze J. Introduction to Protein Structure. New York, NY: Garland Publishing. ISBN 0-8153-2305-0.
- Irwin H. Segel. Enzyme Kinetics: Behavior and Analysis of Rapid Equilibrium and Steady-State Enzyme Systems (Book 44 изд.). Wiley Classics Library. ISBN 0471303097.
- William P. Jencks (1987). Catalysis in Chemistry and Enzymology. Dover Publications. ISBN 0486654605.